# Urs Kunz
Urs Kunz (ur. 3 stycznia 1974 w Wald) – szwajcarski narciarz klasyczny, specjalista kombinacji norweskiej, zawodnik klubu SC am Bachtel.

## Kariera
W Pucharze Świata zadebiutował 6 stycznia 1996 roku w Schonach, zajmując 30. miejsce w zawodach metodą Gundersena. Tym samym w swoim debiucie od razu zdobył pucharowe punkty. W klasyfikacji generalnej sezonu 1995/1996 zajął ostatecznie 38. miejsce. Najlepsze wyniki w Pucharze Świata osiągnął w sezonie 1997/1998, który ukończył na 19. pozycji. Wtedy też po raz pierwszy stanął na podium zawodów pucharowych - 29 grudnia 1997 roku w Oberwiesenthal zajął trzecie miejsce w sprincie. Wynik ten powtórzył 13 stycznia 1998 roku w Ramsau, gdzie również był trzeci w sprincie. Był to również ostatni raz kiedy Kunz stał na podium konkursu Pucharu Świata.
Równocześnie ze startami w Pucharze Świata Szwajcar pojawiał się także w zawodach Pucharu Świata B. Najlepsze wyniki w zawodach tego cyklu osiągnął w sezonie 1999/2000, kiedy był ósmy w klasyfikacji generalnej. Raz stanął na podium - 3 marca 2000 roku w Klingenthal był drugi w sprincie.
W 1998 roku wystartował na Igrzyskach Olimpijskich w Nagano, gdzie był siódmy w sztafecie, a w zawodach metodą Gundersena zajął 18. miejsce. Rok później brał udział w Mistrzostwach Świata w Ramsau w 1999 roku, gdzie wraz z kolegami zajął dziewiąte miejsce w drużynie. W występach indywidualnych plasował się na przełomie trzeciej i czwartej dziesiątki. Była to ostatnia dużą impreza w jego karierze. W 2000 roku postanowił zakończyć karierę.

## Osiągnięcia

### Igrzyska Olimpijskie
| Miejsce | Dzień     | Rok  | Miejscowość | Konkurencja          | Wynik zwycięzcy | Strata      | Zwycięzca        |
| ------- | --------- | ---- | ----------- | -------------------- | --------------- | ----------- | ---------------- |
| 18.     | 14 lutego | 1998 | Nagano      | Gundersen K-90/15 km | 41:21.1 min     | +3:32.1 min | Bjarte Engen Vik |
| 7.      | 20 lutego | 1998 | Nagano      | Sztafeta K-90/4x5 km | 54:11.5 min     | +2:30.1 min | Norwegia         |

### Mistrzostwa świata
| Miejsce | Dzień     | Rok  | Miejscowość | Konkurencja          | Wynik zwycięzcy | Strata | Zwycięzca        |
| ------- | --------- | ---- | ----------- | -------------------- | --------------- | ------ | ---------------- |
| 30.     | 20 lutego | 1999 | Ramsau      | Gundersen K-90/15 km | 37:04.8 min     | ?      | Bjarte Engen Vik |
| 9.      | 25 lutego | 1999 | Ramsau      | Sztafeta K-90/4x5 km | 49:34.2 min     | ?      | Finlandia        |
| 33.     | 27 lutego | 1999 | Ramsau      | Sprint K-90/7.5 km   | 17:48.4 min     | ?      | Bjarte Engen Vik |

### Puchar Świata

#### Miejsca w klasyfikacji generalnej
- sezon 1995/1996: 38.
- sezon 1996/1997: 39.
- sezon 1997/1998: 19.
- sezon 1998/1999: 43.
- sezon 1999/2000: 51.

#### Miejsca na podium chronologicznie
| Nr | Data             | Miejscowość    | Konkurencja       | Wynik zwycięzcy | Pozycja | Strata | Zwycięzca       |
| -- | ---------------- | -------------- | ----------------- | --------------- | ------- | ------ | --------------- |
| 1. | 29 grudnia 1997  | Oberwiesenthal | Sprint K90/7.5 km | ?               | 3.      | ?      | Hannu Manninen  |
| 2. | 13 stycznia 1998 | Ramsau         | Sprint K90/7.5 km | ?               | 3.      | ?      | Kenneth Braaten |

### Puchar Kontynentalny

#### Miejsca w klasyfikacji generalnej
- sezon 1994/1995: 40.
- sezon 1999/2000: 8.

#### Miejsca na podium chronologicznie
| Nr | Data         | Miejscowość | Konkurencja       | Wynik zwycięzcy | Pozycja | Strata | Zwycięzca |
| -- | ------------ | ----------- | ----------------- | --------------- | ------- | ------ | --------- |
| 1. | 3 marca 2000 | Klingenthal | Sprint K90/7.5 km | ?               | 2.      | ?      | Marc Frey |

### Letnie Grand Prix

#### Miejsca w klasyfikacji generalnej
- 1998: 6.
- 1999: 23.

#### Miejsca na podium chronologicznie
Kunz nigdy nie stał na podium indywidualnych zawodów LGP.